# Équipe cycliste Loborika Favorit
L'équipe cycliste Loborika Favorit est une équipe cycliste croate participant ayant le statut d'équipe continentale entre 2009 et 2012. 

## Histoire de l'équipe
L'équipe est créée en 2008, au niveau amateur. En 2009, elle obtient une licence d'équipe continentale.
En 2012, l'équipe est suspendue du 4 juillet au 31 décembre. Elle disparaît à l'issue de la saison 2012.

## Principales victoires
- Trofeo Zssdi : Tomislav Dančulović (2009)
- The Paths of King Nikola : Radoslav Rogina (2009)
- Trophée international Bastianelli : Radoslav Rogina (2009), Kristijan Đurasek (2011)
- Grand Prix Betonexpressz 2000 : Hrvoje Miholjević (2010)
- Tour du Maroc : Dean Podgornik (2010)
- Banja Luka-Belgrade II : Matija Kvasina (2011)
- Raiffeisen Grand Prix : Tomislav Dančulović (2011)
- Grand Prix Miskolc : Matija Kvasina (2011)
- Gran Premio Folignano : Kristijan Đurasek (2011)

## Classements UCI
L'équipe participe aux circuits continentaux et principalement à des épreuves de l'UCI Europe Tour. Le tableau ci-dessous présente les classements de l'équipe sur les différents circuits, ainsi que son meilleur coureur au classement individuel.
UCI Africa Tour
| Saison | Classement par équipes | Meilleur coureur au classement individuel |
| ------ | ---------------------- | ----------------------------------------- |
| 2010   | 3e                     | Dean Podgornik (9e)                       |

UCI Asia Tour
| Saison | Classement par équipes | Meilleur coureur au classement individuel |
| ------ | ---------------------- | ----------------------------------------- |
| 2009   | 19e                    | Radoslav Rogina (27e)                     |
| 2010   | 12e                    | Radoslav Rogina (10e)                     |
| 2011   | 29e                    | Tomislav Dančulović (105e)                |

UCI Europe Tour
| Saison | Classement par équipes | Meilleur coureur au classement individuel |
| ------ | ---------------------- | ----------------------------------------- |
| 2009   | 36e                    | Radoslav Rogina (72e)                     |
| 2010   | 45e                    | Radoslav Rogina (74e)                     |
| 2011   | 18e                    | Radoslav Rogina (43e)                     |

## Loborika Favorit en 2012[3]

### Effectif
| Cycliste            | Date de naissance | Nationalité | Équipe 2011      |
| ------------------- | ----------------- | ----------- | ---------------- |
| Deni Baniček        | 27.02.1990        | Croatie     | Loborika Favorit |
| Janko Benger        | 19.09.1992        | Croatie     |                  |
| Domagoj Breznik     | 08.02.1991        | Croatie     |                  |
| Tomislav Dančulović | 15.06.1980        | Croatie     | Loborika Favorit |
| Massimo Demarin     | 25.08.1979        | Croatie     | Loborika Favorit |
| Emanuel Kišerlovski | 03.08.1984        | Croatie     | Loborika Favorit |
| Matija Kvasina      | 04.12.1981        | Croatie     | Loborika Favorit |
| Hrvoje Miholjević   | 08.06.1979        | Croatie     | Loborika Favorit |
| Michele Nodari      | 26.07.1985        | Italie      | Gavardo Tecmor   |
| Ondrej Omulec       | 19.11.1982        | Slovénie    | Loborika Favorit |
| Antonio Osip        | 04.11.1986        | Croatie     |                  |
| Aleksandar Pršo     | 17.01.1989        | Croatie     | Loborika Favorit |
| Bostjan Rezman      | 12.12.1980        | Slovénie    | Perutnina Ptuj   |
| Endi Širol          | 20.06.1992        | Croatie     | Loborika Favorit |
| Juraj Ugrinic       | 12.10.1990        | Croatie     | Meridiana Kamen  |